# گمینا کونوپنگتسا (استان ووتسکی)
گمینا کونوپنگتسا (استان ووتسکی) (به لهستانی:  Gmina Konopnica) یک گمینا در لهستان است که در شهرستان ویلون واقع شده‌است. گمینا کونوپنگتسا ۸۳٫۰۶ کیلومتر مربع مساحت و ۳٬۸۹۷ نفر جمعیت دارد.